# Mike Newton

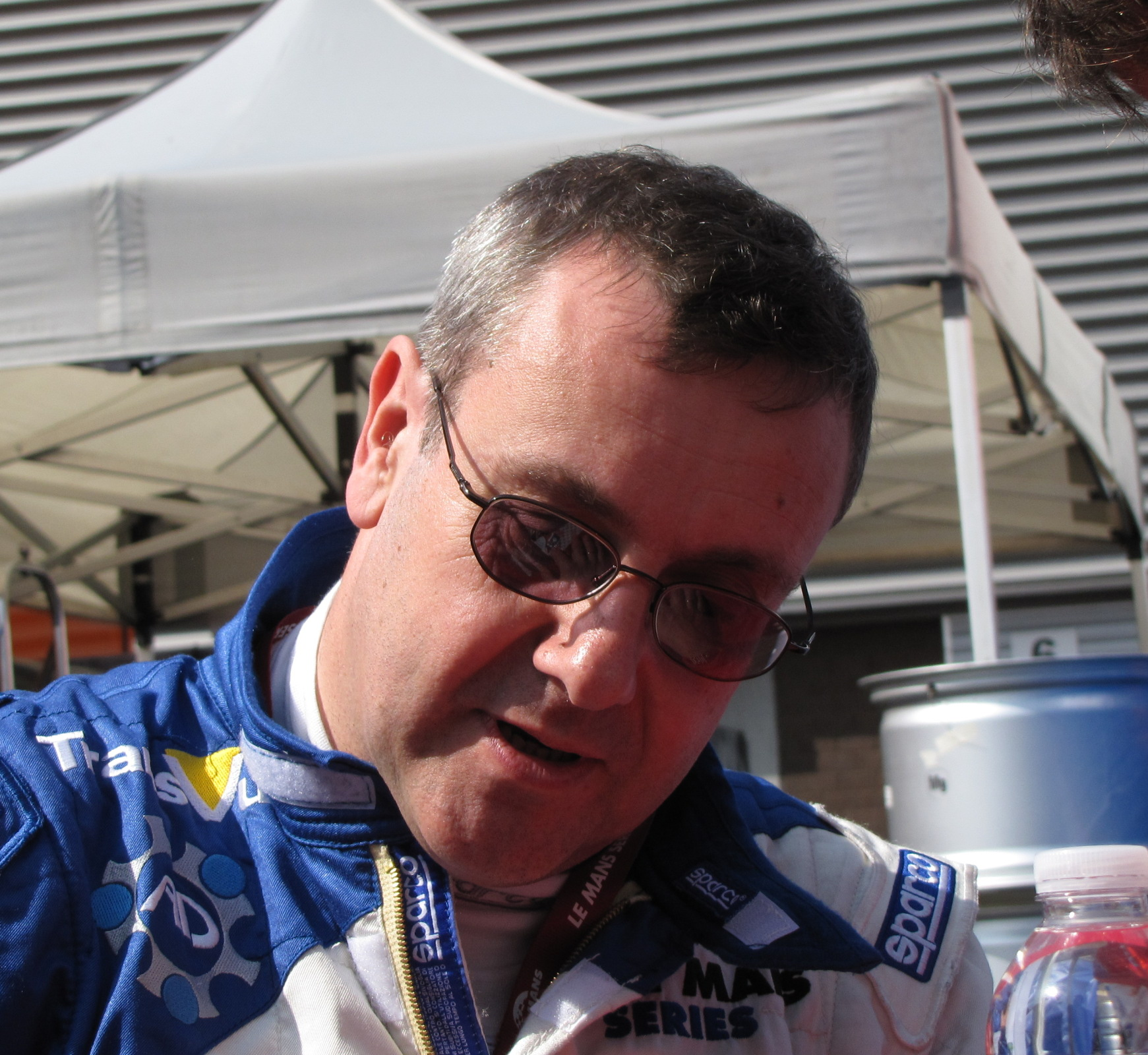
Mike Newton beim 1000-km-Rennen von Spa-Francorchamps 2009

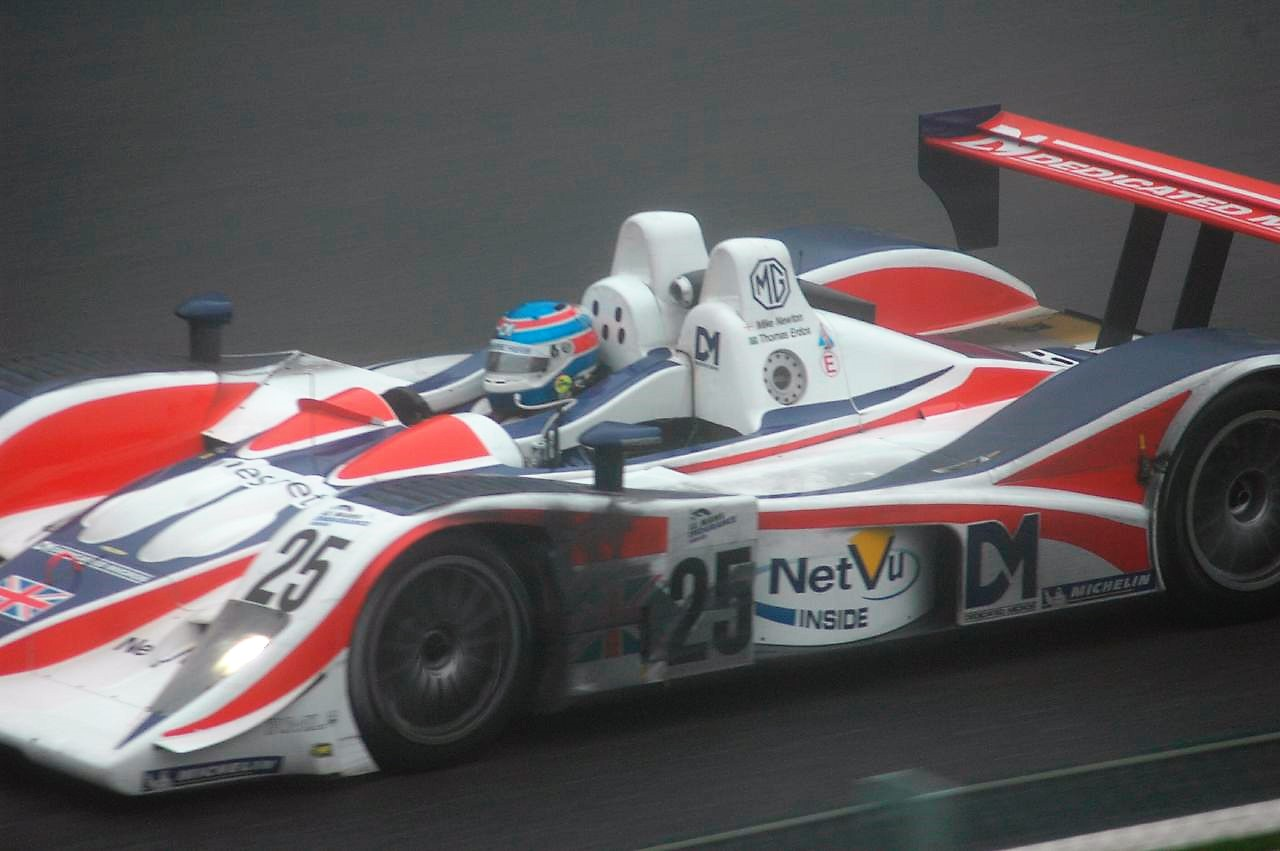
Mike Newton 2005 im RML MG-Lola EX264

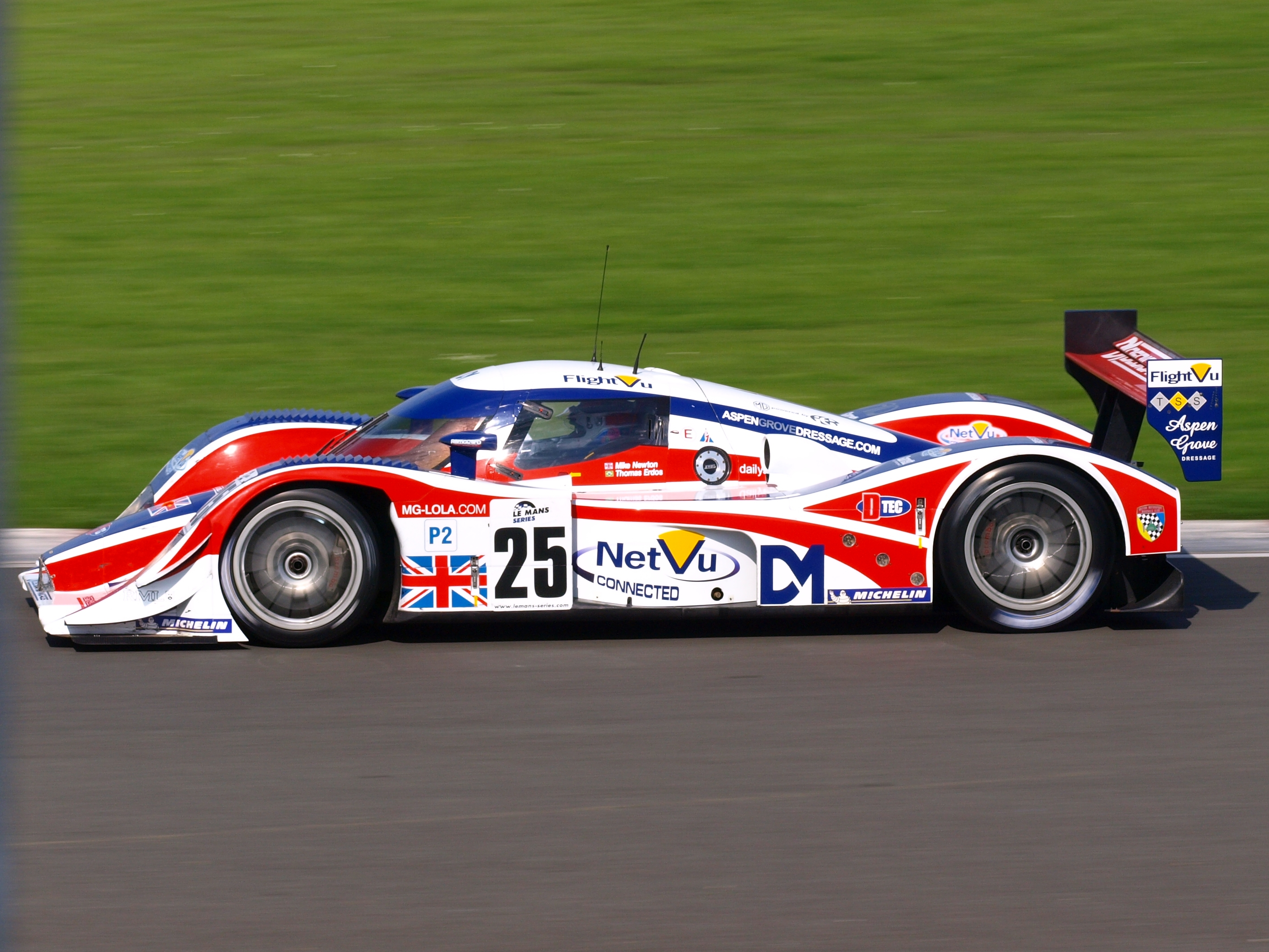
Mike Newton 2008 im RML MG-Lola EX265C beim 1000-km-Rennen von Silverstone 2008

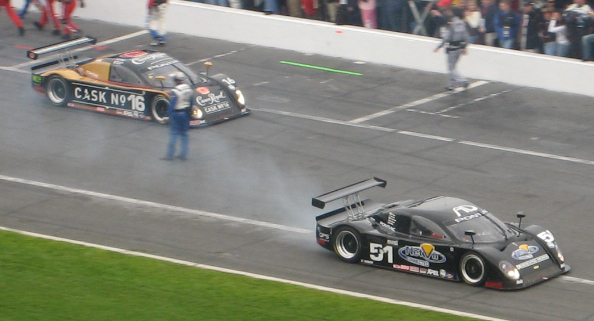
Mike Newton im Coyote CC/08 mit der Nummer 51, fährt zur Einführungsrunde in Daytona 2008

Michael James „Mike“ Newton (* 14. April 1960 in Manchester, England) ist ein englischer Unternehmer und ehemaliger Automobilrennfahrer.

## Berufsleben
1982 gründete Mike Newton die Firma Dedicated Micros zur Entwicklung, Herstellung und zum Vertrieb von Videoüberwachungsanlagen. 1997 wurde die Dachgesellschaft AD Holdings Plc gegründet, deren Führung Mike Newton übernahm. Mit einem Umsatz von 73 Millionen Pfund im Jahr 2003 ist sie eines der größten Unternehmen in der Videoüberwachungsbranche.

## Rennkarriere

### Anfänge im Motorsport
Mike Newton begann seine Motorsportkarriere 1985 mit der Teilnahme an Läufen der Markenmeisterschaft Formel Ford 1600. 1995 belegte er den zweiten Platz bei der Meisterschaft der Champion of Outlan. 1996 und 1997 erzielte er eine Platzierung unter den ersten vier. Parallel dazu startete er in diversen Bergrennen und nationalen Sprintrennen mit einem MG. Zudem war Newton ab 1987 mehrere Jahre als Streckenposten aktiv.

### FIA-GT
2003 wechselte Newton in die FIA GT und traf dort auf Thomas Erdos, mit dem er sich fortan häufiger ein Fahrzeug teilte. Dort pilotierten sie einen Saleen S7R für Graham Nash Motorsport. Das beste Ergebnis der Fahrerpaarung waren zwei vierte Plätze bei den 500-km-Rennen von Donington und Oschersleben. Darüber hinaus fuhren beide, verstärkt durch Pedro Chaves und Miguel Ramos, beim 24-Stunden-Rennen von Spa-Francorchamps und erreichten Platz fünf in ihrer Klasse. Im darauffolgenden Jahr wechselten sowohl Newton als auch Erdos zu RML und bestritten eine weitere Saison auf einem Saleen S7-R. Die beste Platzierung in der Saison 2004 war ein sechster Platz auf dem Circuit Ricardo Tormo. Beim 24-Stunden-Rennen von Spa fuhren sie gemeinsam mit Miguel Ramos und Chris Goodwin, die bis dahin den zweiten Saleen S7-R von RML in der Meisterschaft pilotierten. Der Wagen fiel nach Rennhalbzeit mit einem Motorschaden aus. Insgesamt sammelte Erdos 16,5 Punkte und belegte am Ende der Saison den zwölften Platz in der Fahrerwertung. Danach wechselten er und Erdos endgültig in die Le Mans Series.

### Le Mans Series
Im Team von Ray Mallock trat Newton 2003, neben dem Engagement in der FIA-GT, auch beim 1000-km-Rennen von Le Mans an. Zusammen mit Thomas Erdos und Chris Goodwin fuhr er einen MG-Lola EX257, konnte das Rennen aber wegen eines Getriebeschadens nicht beenden. Das Einzelrennen im November mündete 2004 in die Le Mans Endurance Series, bei der er erneut mit Erdos im EX257 antrat. In der Saison sammelte Newton konstant Punkte und beendete die Meisterschaft auf dem fünften Platz der LMP1-Kategorie. Im nächsten Jahr blieben er und Erdos in der Serie, wechselten aber mit dem neuen MG-Lola EX264 in die kleine Prototypenklasse LMP2. Das Duo beendete das 1000-km-Rennen von Istanbul als Klassensieger, darüber hinaus belegten sie bei zwei weiteren der insgesamt fünf Meisterschaftsläufe einen Platz auf dem Podium. Jedoch schlug sie Konkurrent Gareth Evans und Chamberlain-Synergy Motorsport um jeweils einen Punkt in der Team- und Fahrermeisterschaft. Auch ein Jahr später verlor Newton den Titel nur knapp. Beim 1000-km-Rennen von Jarama fiel sein Fahrzeug wenige Minuten vor Rennende mit einem Motorschaden aus. Juan Barazi und Michael Vergers reichten nun eine Zielankunft, um Newton und Erdos in der Saison 2006 auf den zweiten Platz zu verweisen. Trotz eines Klassensiegs und einer weiteren Podiumsplatzierung fehlten dem Duo am Ende zwei Punkte in der Fahrer- und Teammeisterschaft der LMP2-Kategorie. In der Le-Mans-Series-Saison 2007 sollte sich das Blatt zugunsten von Erdos und Newton wenden. Obwohl das Team beim Mil Milhas in Interlagos nicht antrat, gewannen er und Erdos die Fahrerwertung der LMP2. Am Saisonende standen zwei Klassensiege bei den 1000-km-Rennen in Spa und am Nürburgring auf seinem Konto. Darüber hinaus sammelte das Team in drei weiteren Rennen insgesamt 36 Punkte. Um weiterhin um einen Klassensieg mitfahren zu können, wechselte RML für die Saison 2008 auf eine Ausbaustufe des Vorjahreswagens. Gegenüber den Porsche RS Spyder erwies sich der MG-Lola EX265 jedoch nicht als ausreichend konkurrenzfähig. So beendete das Team zwar alle Rennen konstant unter den besten sechs Fahrzeugen der LMP2, verlor die Meisterschaft aber bereits vorzeitig an Jos Verstappen. Daher entschied Teameigner Ray Mallock für das letzte 1000-km-Rennen der Saison in Silverstone, einen geschlossenen Prototyp einzusetzen. Nach dem Saisonabschluss trennte sich das Team vom Motorenlieferanten MG und wechselte zum japanischen Hersteller Mazda. So beendete RML nach sechs Jahren das Engagement mit MG. Newton gab an, dass vor allem die fehlende Unterstützung seitens MG zu der Trennung führte. Die Wahl des Aggregats stellte sich letztlich als Fehlentscheidung heraus. In den fünf Meisterschaftsläufen der Saison 2009 beendeten er und Erdos lediglich zwei Rennen ohne Motorschaden. Das Triebwerk kam mit dem zu Beginn der Saison veränderten Benzinzusätzen nicht zurecht. Zwar beendete das Fahrerduo den letzten Meisterschaftslauf in Silverstone auf dem Podium der LMP2, jedoch sammelte das Team durch den mehrfach notwendigen Motorwechsel mehr Strafpunkte als Zähler und beendeten das Jahr daher als Schlusslicht der Klasse. Wie alle anderen Kundenteams von Mazda-AER wechselte auch RML für die Saison 2010 zu einem anderen Motorlieferanten. Das Team schloss im Gegensatz zur Konkurrenz jedoch einen Vertrag mit dem Hersteller Honda ab, der den Motor unter dem Namen Acura bislang hauptsächlich im Acura ARX-01 eingesetzt hatte. Newton und Erdos wurden zudem bis zur Saisonmitte von Andy Wallace unterstützt. Danach übernahm Ben Collins von Wallace. So beendete das Trio alle Meisterschaftsläufe auf Punkterängen, zudem siegte das Team beim 1000-km-Rennen von Algarve. Die Kontinuität brachte ihm und Erdos am Jahresende erneut den Titel als LMP2-Meister der Serie ein.

### 24-Stunden-Rennen von Le Mans
2003 trat Newton zum ersten Mal beim 24-Stunden-Rennen von Le Mans an. Er, Pedro Chaves und Thomas Erdos waren in der GTS-Klasse auf einem Saleen S7-R von Graham Nash Motorsport gemeldet, fielen im Rennen aber mit einem Motorschaden vorzeitig aus. Im Jahr 2004 fuhren Erdos, Newton und Nathan Kinch für RML einen Le-Mans-Prototyp. Das Team ging von der 13. Startposition ins Rennen, musste das Rennen aber vorzeitig mit einem kapitalen Motorschaden aufgeben. Wie in der Le Mans Series fuhren Erdos und Newton 2005 in Le Mans einen MG-Lola EX264 in der kleinen Prototypen-Klasse. Unterstützt wurde das Duo von Warren Hughes. Bei seiner ersten Zielankunft in drei Jahren fuhr er zum Klassensieg der LMP2 und auf den 20. Gesamtrang. 2006 verteidigten Newton und Erdos zusammen mit Andy Wallace das Ergebnis. Das Trio wurde Achter in der Gesamtwertung, Newtons zweiter Klassensieg und bestes Gesamtergebnis überhaupt. In den beiden folgenden Jahren blieb das erfolgreiche Fahrertrio von 2006 unangetastet, trotzdem konnte das Ergebnis nicht wiederholt werden. Während der EX264 im Rennen 2007 mit einem Kolbenschaden aufgegeben werden musste, kollidierte sein Teamkollege Erdos 2008 in der vierten Runde mit dem Lola B07/10 von Greg Pickett. Die Mechaniker konnten den angeschlagenen Wagen reparieren und Andy Wallace wieder auf die Strecke schicken. Dennoch kam Wallace nach wenigen Runden wieder an die Box und Ray Mallock zog das Fahrzeug aus dem Rennen zurück. Für den Lauf im folgenden Jahr wurde die Fahrerpaarung leicht Verändert, anstatt Wallace griff nun Chris Dyson ins Steuer des Lola-Coupés mit Mazda-Motor. Das Fahrertrio lag bis Sonntagmorgen auf dem vierten Platz in der LMP2-Klasse, musste das Fahrzeug nach einem Motorschaden in der 273. Runde jedoch vorzeitig abstellen. Nachdem Newton nun drei Jahre in Folge ausgefallen war, konnte er 2010 mit einem Podium in der LMP2-Kategorie wieder eine Zielankunft vorweisen.

### 24-Stunden-Rennen von Daytona
Zusammen mit Tom Herridge, Chris Ellis und Marco Attard nahm Newton 2002 am 24-Stunden-Rennen von Daytona teil, konnte aber das Rennen nach einem Unfall mit seinem Porsche 996 GT3-R in der achten Stunde nicht beenden. Zum Ende der Grand-Am-Saison startete er erneut in Daytona. Bei dem 3-Stunden-Rennen gewann er die GTS-Kategorie mit einem Saleen S7-R. Der nächsten Einsatz in Daytona folgte 2003. Er pilotierte gemeinsam mit Rob Wilson, David Gooding und Martyn Konig einen Porsche 996 GT3-R. Allerdings hatte das Fahrzeug nach 211 Runden einen Motorschaden und schied aus. Im darauffolgenden Jahr fuhr er für Michael Shank Racing auf einem Doran JE4. Diesen ersten Einsatz in einem Daytona-Prototyp bestritt Newton an der Seite von Thomas Erdos, Kelly Collins und Cort Wagner. Das Rennen beendete er auf dem siebten Gesamtrang, dabei verfehlte das Team nur knapp einen Podestplatz in der DP-Klasse. Im Jahr danach traten Erdos und Newton erneut zusammen an. Wie im Vorjahr pilotierten beide einen Doran JE4, wurden 2005 aber durch Burt und Brian Frisselle verstärkt. Nach 523 Runden streikte das Getriebe des von Synergy Motorsport eingesetzten Doran, sodass die Mannschaft den Wagen aufgeben musste. 2006 pausierte Newton und fuhr im darauffolgenden Jahr für Cheever Racing. Neben Newton griffen Thomas Erdos, Eddie Cheever jr. und Harrison Brix ins Lenkrad des Fabcar FDSC/03. Nach 579 gefahrenen Runden beendete die Mannschaft das Rennen auf dem 18. Platz in der DP-Klasse. Auch 2008 traten Newton und Erdos in Amerika an. Newton startete das Rennen auf dem Coyote CC/08 und übergab später an Erdos, der das Fahrzeug in der 49. Runde mit einem kapitalen Motorschaden abstellen musste.

## Statistik

### Erfolge
- 2005: Klassensieger der LMP2 im 24-Stunden-Rennen von Le Mans
- 2006: Klassensieger der LMP2 im 24-Stunden-Rennen von Le Mans
- 2007: Le Mans Series Fahrer- und Teammeister der LMP2
- 2010: Le Mans Series Fahrer- und Teammeister der LMP2

### Le-Mans-Ergebnisse
| Jahr | Team                   | Fahrzeug      | Teamkollege  | Teamkollege   | Platzierung             | Ausfallgrund |
| ---- | ---------------------- | ------------- | ------------ | ------------- | ----------------------- | ------------ |
| 2003 | Graham Nash Motorsport | Saleen S7R    | Thomas Erdos | Pedro Chaves  | Ausfall                 | Motor        |
| 2004 | RML                    | MG-Lola EX257 | Thomas Erdos | Nathan Kinch  | Ausfall                 | Motor        |
| 2005 | RML                    | MG-Lola EX264 | Thomas Erdos | Warren Hughes | Rang 20 und Klassensieg |              |
| 2006 | RML                    | MG-Lola EX264 | Thomas Erdos | Andy Wallace  | Rang 8 und Klassensieg  |              |
| 2007 | RML                    | MG-Lola EX264 | Thomas Erdos | Andy Wallace  | Ausfall                 | Kolben       |
| 2008 | RML                    | MG-Lola EX265 | Thomas Erdos | Andy Wallace  | Ausfall                 | Unfall       |
| 2009 | RML                    | Lola B08/86   | Thomas Erdos | Chris Dyson   | Ausfall                 | Motor        |
| 2010 | RML                    | Lola B08/80   | Thomas Erdos | Andy Wallace  | Rang 8                  |              |
| 2011 | RML                    | HPD ARX-01d   | Thomas Erdos | Ben Collins   | Rang 12                 |              |